# 聖ミカエルと竜

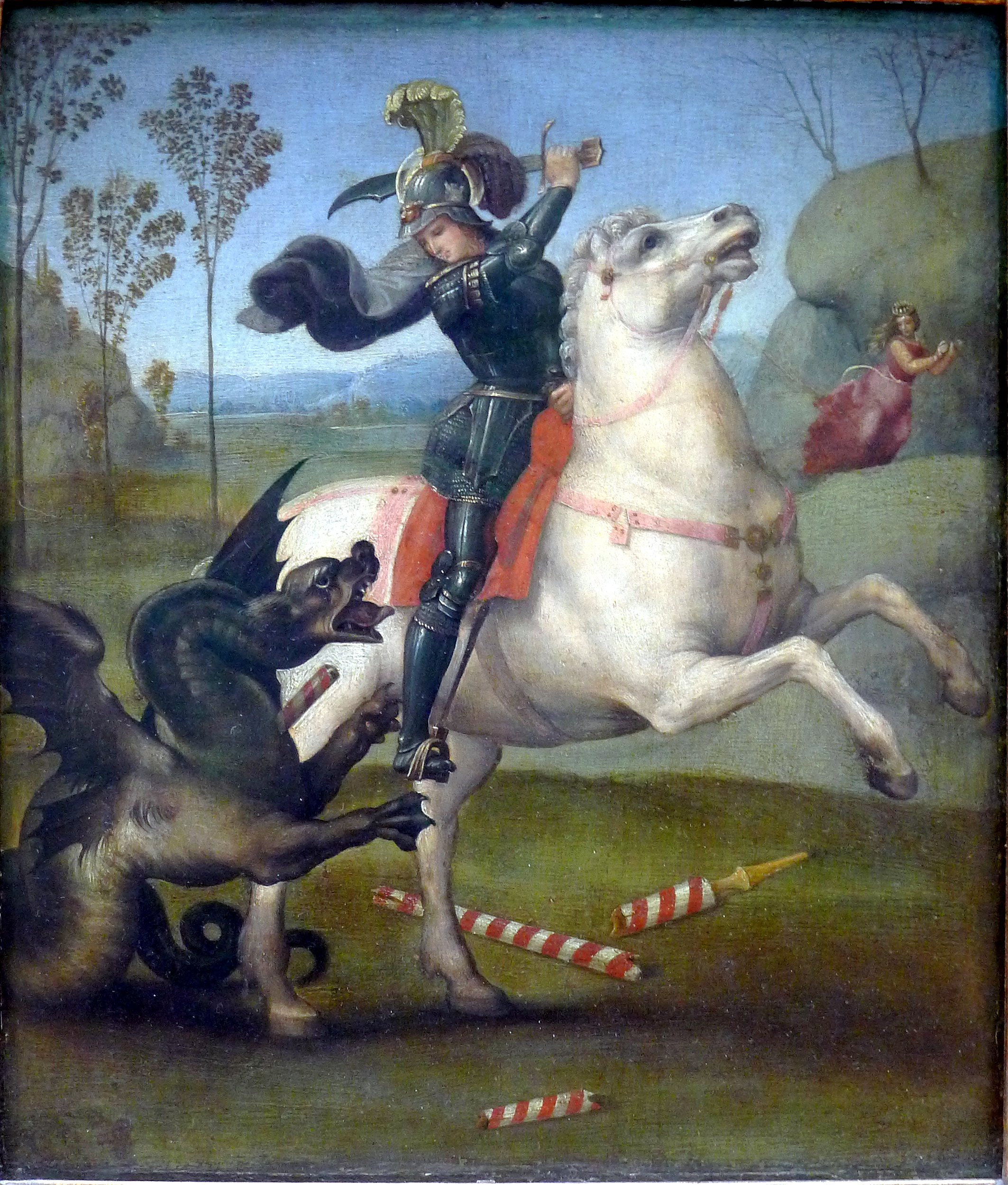
対作品とされる『聖ゲオルギウスと竜』。ルーヴル美術館所蔵。

ルーヴル美術館のもう一つの聖ミカエルを描いた絵画『悪魔を倒す聖ミカエル』。『大きな聖ミカエル』とも呼ばれる。

『聖ミカエルと竜』（せいミカエルとりゅう、伊: San Michele e il drago, 仏: Saint Michel et le Dragon, 英: St. Michael and the Dragon）は、盛期ルネサンスのイタリアの巨匠ラファエロ・サンツィオが1503年から1505年ごろに制作した絵画である。油彩。『悪魔を打ちのめす聖ミカエル』や『聖ミカエル』などの名前でも呼ばれる。主題は『新約聖書』の「ヨハネの黙示録」12章で語られている大天使ミカエルとサタンの闘争から取られている。
ウルビーノ時代の様式と北方ルネサンスの強い影響が見られる初期のラファエロを代表する作品である。制作経緯や注文主については不明だが、ウルビーノの宮廷と関係が深い作品と考えられている。また同時期に制作された『聖ゲオルギウスと竜』（San Giorgio e il drago）の対作品とされている。17世紀にジュール・マザラン枢機卿のコレクションを経てフランス王室コレクションに入り、現在は両作品ともにパリのルーヴル美術館に所蔵されている。ルーヴル美術館に所蔵されているもう1点のラファエロの同じ主題の作品と比べてサイズが小さいために『小さな聖ミカエル』（Le Petit saint Michel）とも呼ばれている。

## 主題
「ヨハネの黙示録」12章には次のように語られている。天において大天使ミカエルおよびその御使たちと、巨大な竜とその配下の者たちとの間に激しい戦いが起きた。しかし竜や配下の者たちは応戦したが勝つことはできず、天に彼らの居場所がなくなった。この竜こそは悪魔あるいはサタンなどと呼ばれる全世界を惑わす古き蛇であり、彼らは皆もろともに地上に投げ落された。

## 制作背景
本作品の制作経緯や注文主についてはいくつかの推測がされており、いずれも青年時代にラファエロが出入りしたウルビーノの宮廷と結びつけて考えられている。これらの説によると、注文主はウルビーノ公フェデリーコ・ダ・モンテフェルトロの娘ジョヴァンナである。彼女は青年時代のラファエロの庇護者であり、ジョヴァンニ・デッラ・ローヴェレと結婚して後のウルビーノ公フランチェスコ・マーリアを生んだ。1502年にチェーザレ・ボルジアがウルビーノを征服すると、フランチェスコはフランスに亡命し、1503年にルイ12世によって亡き父とともに聖ミカエル騎士団の騎士に叙された。さらにその翌年、ジョヴァンナの亡き父と弟グイドバルドがイングランド国王ヘンリー7世によって聖ゲオルギウスを守護聖人とするガーター騎士団の勲章を授けられた。そしてチェーザレ・ボルジアが失脚すると、グイドバルドは1504年に亡命先のローマでフランチェスコを養子とし、その年の9月にウルビーノに帰国して、養子縁組を祝う式典を催した。こうした経緯から、ジョヴァンナは一族の栄誉を記念するために、関係の深い戦士聖人を主題とする『聖ミカエルと竜』および『聖ゲオルギウスと竜』を注文したのではないか、と言われている。ただし、注文の時期についてはガーター騎士団の勲章を授けられたときとする説と、ウルビーノ帰国後の式典のときとする説がある。

## 作品
大天使ミカエルは今まさに竜に対して剣の一撃を加えんとしている。大天使は甲冑を身にまとい、赤い十字が描かれた白い盾を構え、右手に握った剣を高々と振り上げている。踊るかのように左足だけで立ち、竜の首を踏みしだいている。一方の竜はミカエルの足の下でもがき苦しんでおり、口を大きく開いて舌を出し、尾を巻きつけ、両足でミカエルの足を何とかどかそうとしている。「ヨハネの黙示録」の有名な場面はダンテの『神曲』の「地獄編」に基づいた地獄の描写を加えることでより充実されている。画面左では金色に輝く鉛製の恐ろしく重いマントを着せられた偽善者たちが嘆きながら行列となって歩くさまが描かれている。さらにその遠景ではディースの都市が炎で燃えている。画面右では裸の盗人たちが蛇に襲われている。ダンテは彼らについて蛇によって束縛され、咬まれた者はたちまち燃え上がって灰と化すが、しばらくすると灰が集まって元の姿に戻ると語っている。また奇妙な合成獣たちはおそらくヒエロニムス・ボスなどの北部ルネサンスの影響とされる。当時のラファエロはウルビーノとペルージャとの間を頻繁に行き来しており、師であるペルジーノの影響は踊るようなミカエルの描写に現れ、それが北方の画家たちの影響と結びついている。ボスは1500年ごろにヴェネツィアに滞在したことが確実であり、その幻想的な生き物や光の効果はイタリアの画家たちを魅了した。ラファエロもそうしたイタリアの最初期の画家の1人であった。
なお『聖ゲオルギウスと竜』との間にはパネルの形状や様式、技法に違いがあるため、対作品と見なすには疑問が残る。おそらく『聖ミカエルと竜』の制作は『聖ゲオルギウスと竜』の完成から1年ないし2年後のことであり、したがって両作品は最初から対として構想されたわけではなく、時を経ずして制作された2作品が早い時期に対作品として見なされるようになった可能性が高い。

## 来歴
本作品に関する最古の記録はルネサンス後期のイタリアの画家、著述家のジャン・パオロ・ロマッツォまで遡る（1584年）。それによるとミラノの「吝嗇で愚かな」所有者が、ピアチェンツァ公アスカニオ・スフォルツァに『聖ミカエルと竜』および『聖ゲオルギウスと竜』を売却した。両作品は1520年代にはミラノにあったらしいことが、複製の存在から判明している。その後の経緯は不明瞭ながら、17世紀にはジュール・マザラン枢機卿のコレクションとなっており、枢機卿の死去から4年を経た1665年にフランス国王ルイ14世によってラファエロの『バルダッサーレ・カスティリオーネの肖像』（Portrait of Baldassare Castiglione）やコレッジョの3作品、ティツィアーノ・ヴェチェッリオの『パルドのヴィーナス』（Pardo Venus）とともに遺産相続人から購入された。その後ルーヴル美術館の設立とともに同美術館に所蔵された。

## ギャラリー
ジュール・マザラン枢機卿のコレクションからフランス王室に入った絵画には以下のような作品がある。

ラファエロ『バルダッサーレ・カスティリオーネの肖像』1514年-1515年頃
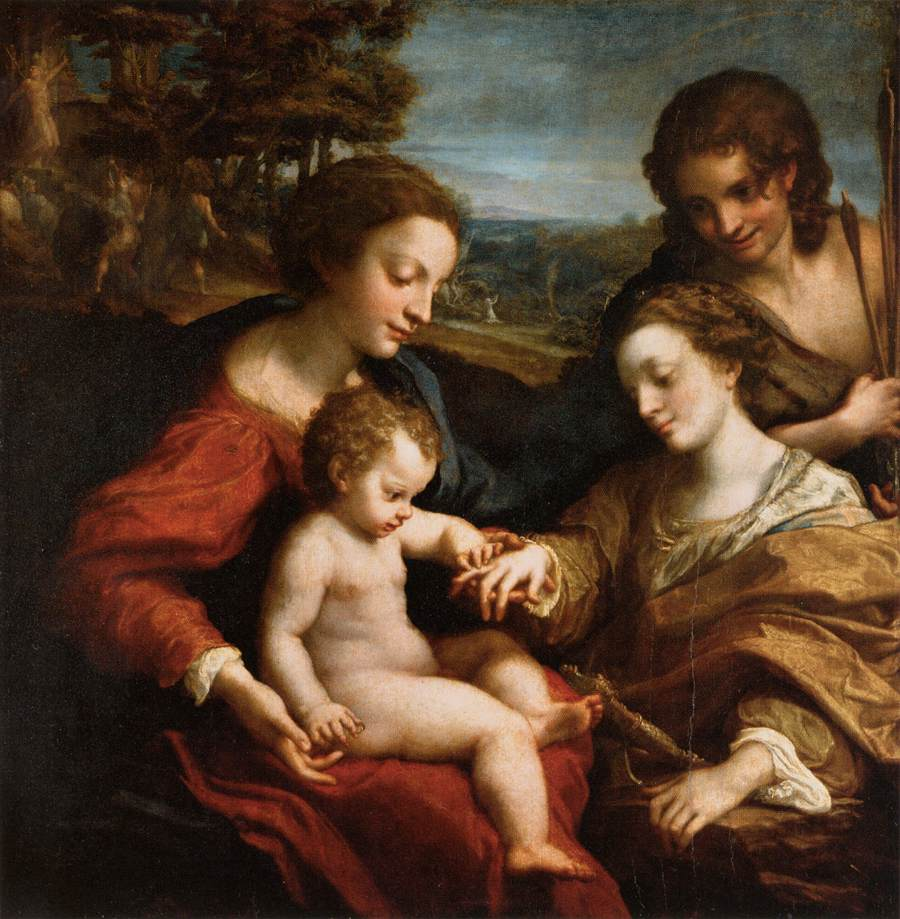
コレッジョ『聖カタリナの神秘の結婚と聖セバスティアヌス』1526年-1527年頃
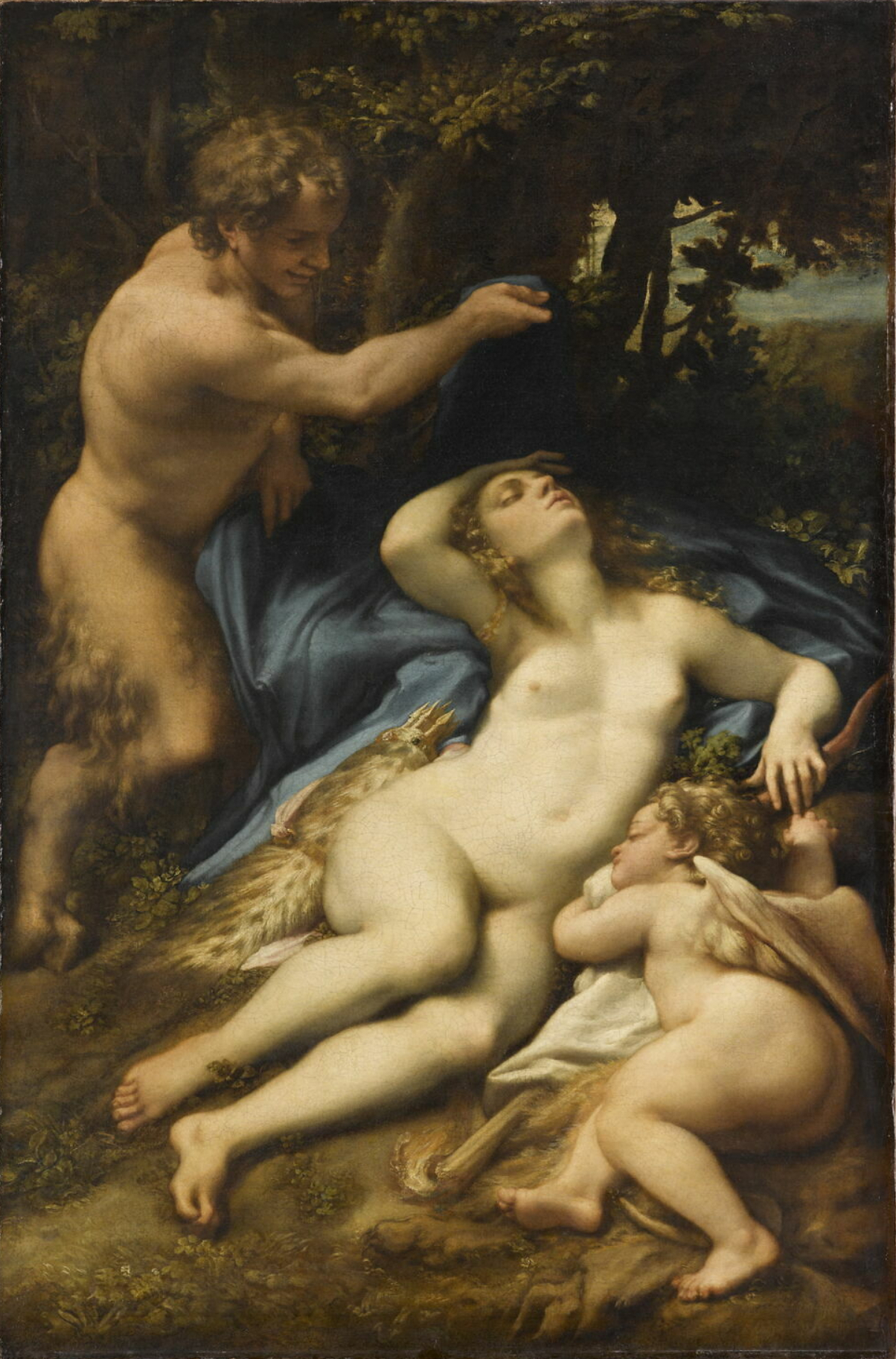
コレッジョ『眠れるヴィーナスとキューピッド、サテュロス』1526年頃
ティツィアーノ・ヴェチェッリオ『パルドのヴィーナス』1535年-1540年頃